# Ankanalli, Somvarpet
Ankanalli là một làng thuộc tehsil Somvarpet, huyện Kodagu, bang Karnataka, Ấn Độ.